# Municipio de Aboite
El municipio de Aboite (en inglés: Aboite Township) es un municipio ubicado en el condado de Allen en el estado estadounidense de Indiana. En el año 2010 tenía una población de 35765 habitantes y una densidad poblacional de 414,04 personas por km².

## Geografía
El municipio de Aboite se encuentra ubicado en las coordenadas 41°2′47″N 85°16′51″O / 41.04639, -85.28083. Según la Oficina del Censo de los Estados Unidos, el municipio tiene una superficie total de 86.38 km², de la cual 86.31 km² corresponden a tierra firme y (0.08%) 0.07 km² es agua.

## Demografía
Según el censo de 2010, había 35765 personas residiendo en el municipio de Aboite. La densidad de población era de 414,04 hab./km². De los 35765 habitantes, el municipio de Aboite estaba compuesto por el 89.9% blancos, el 3.48% eran afroamericanos, el 0.23% eran amerindios, el 3.62% eran asiáticos, el 0.04% eran isleños del Pacífico, el 0.92% eran de otras razas y el 1.8% pertenecían a dos o más razas. Del total de la población el 3.25% eran hispanos o latinos de cualquier raza.